# Fulvio Ottaviano
Fulvio Ottaviano (Roma, 27 luglio 1957) è un regista, sceneggiatore, produttore cinematografico e montatore italiano.

## Biografia
Autore anche di novelle e di pièces teatrali e radiofoniche, muove i primi passi nello spettacolo con la compagnia teatrale "Spazio Zero" di Roma. Nel 1980-1981 frequenta la scuola di drammaturgia "Eduardo De Filippo" e nel 1986 si diploma in sceneggiatura presso il Centro Studi delle Comunicazioni. In seguito cominciano ad arrivare le collaborazioni con Vincenzo Cerami, con Age, con Bernardino Zapponi, con Ettore Scola e Luciano Ricceri. Nel 1991 Ottaviano fonda la casa di produzione Iterfilm.
Il lungometraggio per il quale è più conosciuto è Cresceranno i carciofi a Mimongo (1996), con Valerio Mastandrea, Daniele Liotti e Rocco Papaleo, di cui è anche sceneggiatore e montatore. Il regista viene premiato l'anno successivo con il David di Donatello come "miglior regista esordiente". Anche il successivo Abbiamo solo fatto l'amore, con gli stessi attori protagonisti, ottiene un buon successo di critica. Nel 2004 dirige Adriano Giannini e Giorgia Surina nel film Una talpa al bioparco.

## Filmografia

### Regista
- Overdose, in collaborazione con Francesco Ranieri Martinotti e Rocco Mortelliti – cortometraggio (1990)
- I taràssachi, in collaborazione con Francesco Ranieri Martinotti e Rocco Mortelliti (1990)
- Un pezzo diverso – documentario (1992)
- Rome-Sydney up-down under –  documentario (1994)
- Cresceranno i carciofi a Mimongo (1996)
- Abbiamo solo fatto l'amore (1998)
- Una talpa al bioparco (2004)
- Giorno 122, in collaborazione con Stefano Soli – cortometraggio (2005)
- Orlando (2011)
- Mia (2012)

### Sceneggiatore
- I taràssachi (1990)
- Abissinia, regia di Francesco Ranieri Martinotti
- Cresceranno i carciofi a Mimongo (1996)
- Abbiamo solo fatto l'amore (1998)
- Orlando (2011)

### Produttore
- Branchie, regia di Francesco Ranieri Martinotti (1999)